# Quintus Cervidius Scaevola
Quintus Cervidius Scaevola war ein hochklassischer römischer Jurist. Er stammte aus dem Ritterstand und war Mitglied des consilium principis des Kaisers Mark Aurel (161–180). Von seiner umfangreichen schriftstellerisch-juristischen Tätigkeit sind nur die Werktitel und einige Auszüge erhalten. Der Historia Augusta zufolge war Scaevola Lehrer Papinians und des späteren Kaisers Septimius Severus.
Über andere Quellen nachgewiesen, veröffentlichte Scaevola responsa (Gutachten) in sechs libri. Das Einzelwerk Quaestonium publice tractatarum liber singularis bestand aus zusammengetragenen Fallbesprechungen mit fortgeschrittenen Studenten der Rechtsausbildung. Quaestiones waren eine Literaturgattung der Juristen der Kaiserzeit. Scaevolas Digesta in vierzig libri werden wohl erst posthum von einem seiner Schüler herausgegeben worden sein.

## Werke im Überblick
- Digestorum libri XL
- Notae ad Iuliani et Marcelli digesta
- Quaestonium libri XX
- Quaestonium publice tractatarum liber singularis
- Regularum libri IV
- Responsorum libri VI